# First National Bank Alaska

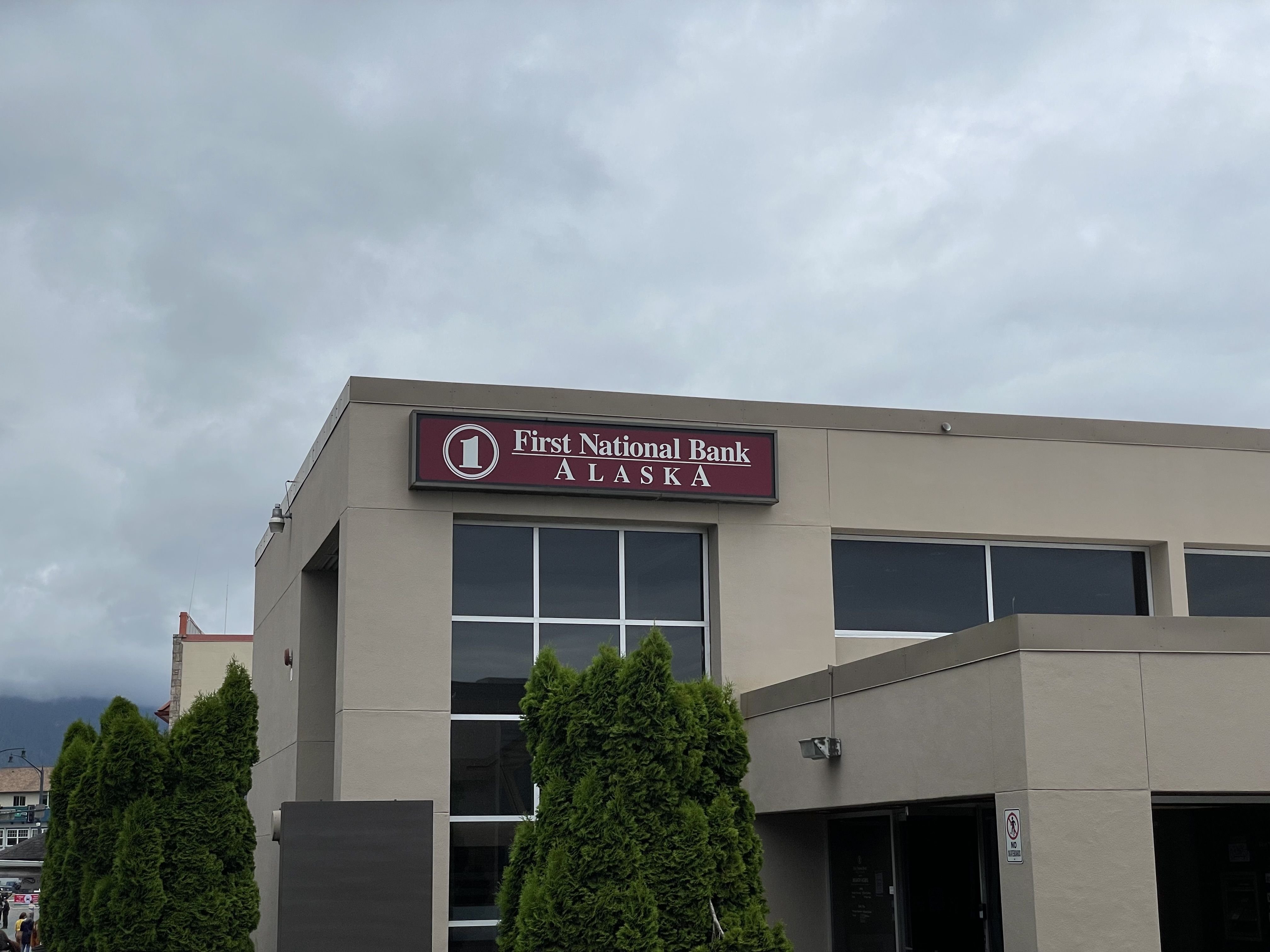
First National Bank Alaska bankfiliale

Die First National Bank Alaska  wurde 1922 von Winfield Ervin, Sr. als First National Bank of Anchorage gegründet. Die erste Filiale befand sich in Anchorage, Alaska.
1941 wurde die Bank durch Warren N. Cuddy gekauft, welcher auch die Position des Vorstands übernahm. Cuddy starb 1951, und sein Sohn, D.H. Cuddy übernahm seine Position, welche er bis heute bekleidet.
1960 eröffnete die Bank den ersten drive-through Schalter in Alaska. Der aktuelle Name, First National Bank Alaska, wurde erst im September 2001 eingeführt. Die ähnlich benannte Bank National Bank of Alaska wurde zuvor im Jahre 2000 durch Wells Fargo übernommen.
Die First National Bank Alaska ist die einzige Bank Alaskas, welche 73 mal in Folge mit dem 5-Star-Rating von Bauer Financial Reports ausgezeichnet wurde. Ebenso erhielt die Bank die Auszeichnung „Exceptional Performance Bank“.
Im Jahresbericht 2006 wurde das Vermögen mit 2.27 Milliarden US$ angegeben. Im selben Jahr eröffnete die Bank ihre 26. Filiale.